# József Eötvös
Pour les articles homonymes, voir Eötvös.
Dans le nom hongrois Eötvös József, le nom de famille précède le prénom, mais cet article utilise l’ordre habituel en français József Eötvös, où le prénom précède le nom.
József Eötvös, baron de Vásárosnamény (vásárosnaményi báró Eötvös József, [ˈøtvøʃ ˈjoːʒɛf]), né le 3 septembre 1813 à Buda et mort le 2 février 1871 à Pest, est un homme d'État et écrivain hongrois. Il est le père de Loránd Eötvös.

## Biographie
József est le fils du baron Eötvös Ignác (hu) - philosophe et docteur en droit, chambellan Impérial et Royal, vice-chancelier de la Cour royale hongroise, conseiller privé et grand-échanson du royaume - et de la baronne Anne von der Lilien (1786–1858).
Une excellente éducation et de nombreuses années passées en Europe de l'ouest lui font découvrir de nouvelles idées, tant politiques que littéraires, et fait la connaissance de chefs de file de l’École romantique. À son retour en Hongrie, il écrit son premier ouvrage politique, La réforme du système pénitentiaire, et fait grande impression à la Diète de 1839-1840 par son éloquence et sa culture. L'un de ses premiers discours concerne l'émancipation juive, qu'il préconise. Il épouse à Pest en 1842 Ágnest Rosty de Barkócz (1825–1913), fille d'Adalbert Rosty de Barkócz (barkóczi).
Eötvös diffuse ses idées progressistes aussi bien dans les colonnes du Pesti Hírlap que dans ses romans comme Le Notaire du Village (A falu jegyzője, 1845) - l'un des classiques de la littérature hongroise - La Hongrie en 1514 (Magyarország 1514-ben, 1847) et la comédie Longue vie à l'Égalité ! (Éljen az egyenlőség!, 1840/1844).
La Révolution hongroise de 1848 représente le triomphe de ses idées. On lui confie alors le portefeuille du Culte et de l'Enseignement Public. Eötvös, Ferenc Deák et István Széchenyi représentent les pacifiques, ayant une influence modératrice au Conseil des ministres. Mais lorsque le premier ministre Lajos Batthyany démissionne, Eötvös prend sa retraite pour un temps et s'installe à Munich pendant la guerre d'Indépendance. Il continue cependant à servir la cause par ses écrits influents, par exemple par l'Influence des Idées dominantes du XIXe siècle sur l'État (A XIX. század uralkodó eszméinek befolyása az álladalomra, Pest, Leipzig, Vienne, 1851-1854).
À son retour en 1851, il ne s'engage dans aucun parti politique. En 1859, il publie Les Garanties du Pouvoir et de l'Unité de l'Autriche (Die Garantien der Macht und Einheit Oesterreichs, Leipzig), dans lequel il essaye d'arriver à un compromis entre l'union personnelle et la responsabilité ministérielle d'une part, et la centralisation de l'autre. Cependant, après la guerre d'Italie, une telle position est considérée comme insuffisant par la majorité de la population. Lors des Diètes de 1861, 1865 et 1867, Eötvös est parmi les partisans les plus fidèles de Deák. Il accepte à nouveau en février 1867 le portefeuille du Culte et de l'Enseignement Public au sein du  cabinet Andrássy, étant ainsi le seul des ministres de 1848 à avoir à nouveau un ministère. Il a, enfin, l'occasion de promouvoir ses idéaux et la même année, le gouvernement adopte son projet de loi pour l'émancipation des juifs, malgré l'opposition des catholiques. Sa plus grande réussite est peut-être la loi sur L’École Nationale, système d'éducation le plus complet en Hongrie depuis l'époque de Marie-Thérèse. Il est élu président de l'Académie hongroise en 1866. Il meurt à Pest le 2 février 1871. Le 3 mai 1879 est érigée une statue le représentant, sur une place qui porte toujours son nom.
Eötvös occupe toujours une place de choix dans la littérature hongroise.

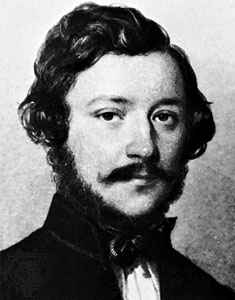
Portrait par Miklós Barabás, 1841

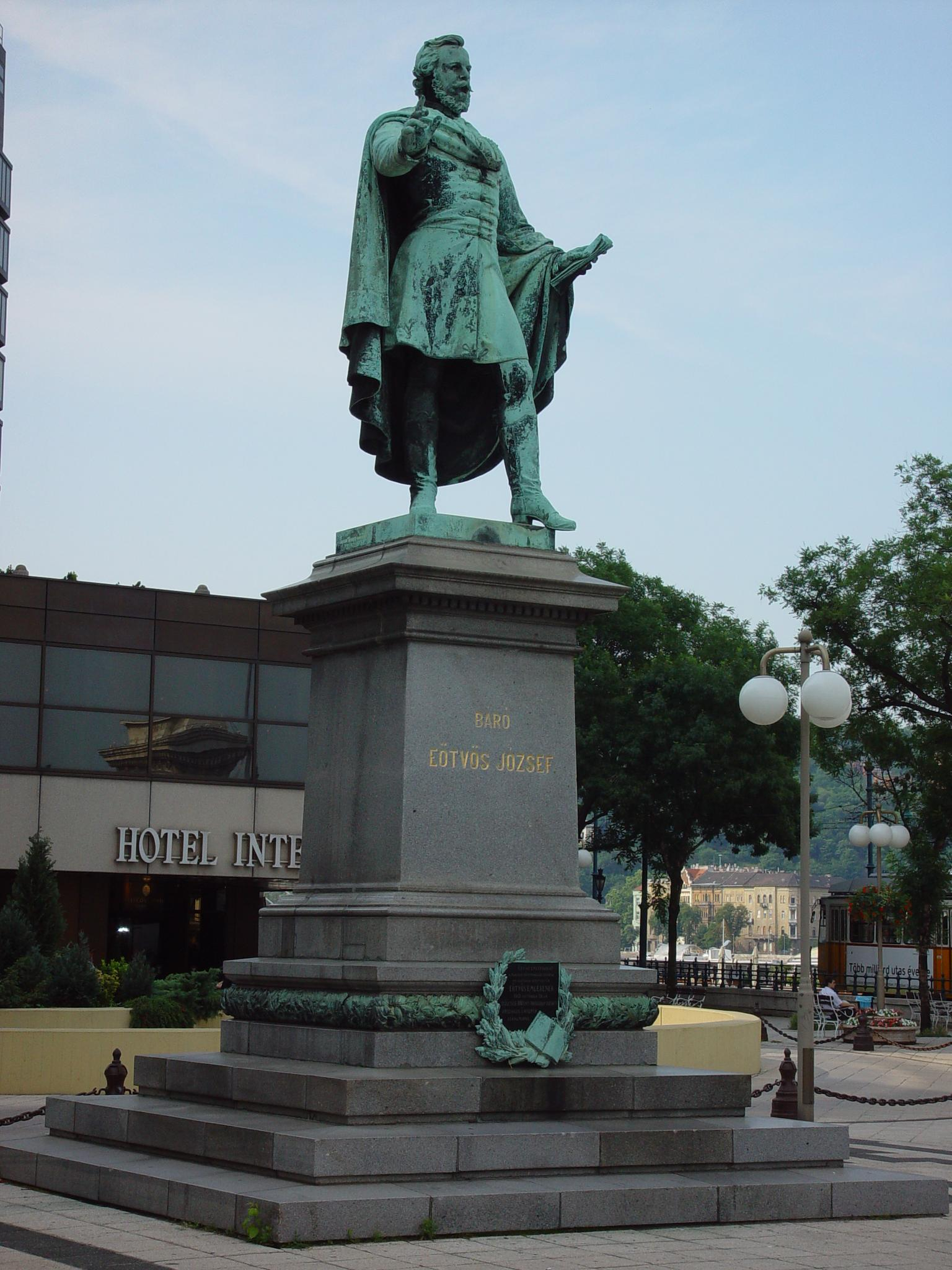
Statue en bronze de József Eötvös, place József Eötvös, Budapest, 1879

## Littérature, sources
- A. Ban, Vie et Œuvres du Baron Joseph Eotvos, Budapest, 1902
- Zoltan Ferenczi, Baron Joseph Eotvos, Budapest, 1903
- M. Berkovics, Baron Joseph Eotvos et la Littérature Française, Budapest, 1904
- Chisholm, Hugh, ed. (1911). Encyclopædia Britannica (11th ed.). Cambridge University Press ; Public Domain